# Beautiful Creatures (livro)
Beautiful Creatures, também conhecido no Brasil como Dezesseis Luas ou Criaturas Maravilhosas em Portugal, é um livro do gênero romance e fantasia escrito pelas duas autoras americanas  Kami Garcia e Margaret Stohl. O livro é o primeiro da série - de mesmo nome - Beautiful Creatures. A história baseia-se em um romance entre um ser humano comum e uma Conjuradora, na pacata cidadezinha fictícia de Gatlin.

## Sinopse
Esta página não contém spoilers diretos ao enredo. As referências aos Conjuradores são necessárias, mesmo não sendo as referências iniciais no livro, para o entendimento geral da história do Livro. Esta página foi feita com base no próprio livro, na tradução brasileira. 
Ethan Lawson Wate é um cidadão da pacata cidadezinha de Gatlin. Passou sua vida toda, assim como toda a família Wate, na mesma cidade e anseia pela chance de entrar em uma faculdade bem longe de lá e conhecer o mundo. O livro inicia-se no primeiro dia de aula, no qual Ethan introduz o leitor ao universo da pequena cidade: cheia de preconceitos, igrejas, livros proibidos, e também é mencionado o senhor Macon Ravenwood - o recluso da cidade. 

Porém tudo muda quando a sobrinha de Macon Ravenwood resolve aparecer na Escola. Mística, diferente, e acima de tudo bonita, Lena Duchannes consegue fazer com que Ethan interesse-se nela de uma forma que não sabia que era capaz de sentir. Porém, Ethan está dividido: Aparentemente toda a cidade tem sentimentos de ódio e raiva pela família Ravenwood - e tornam Lena seu novo alvo. Ethan ainda não está decidido se deve mudar completamente a vida construída para ele ou se deve se aventurar pela misteriosa Lena Duchannes.

## Os Conjuradores
A personagem Lena brinca dizendo que a palavra bruxa é um estereótipo para os conjuradores. Há diversas variações para os conjuradores, e diversos dons para cada uma dessas variações. Além dos conjuradores, são mencionados os Incubus, que são como vampiros: sugam o sangue das pessoas para manterem-se fortes e com energia.
Os conjuradores são divididos entre Conjuradores da Luz, que praticam a magia boa e prezam pelo bem e harmonia entre conjuradores e seres humanos, e os Conjuradores das Trevas que são os maldosos e criam problemas na Ordem das coisas. Os conjuradores, ao completarem dezesseis anos, são Invocados e tornam-se, permanentemente, parte de um desses grupos. 